# Thomas Wegmann
Thomas Wegmann (* 1962 in Bochum) ist ein deutscher Literaturwissenschaftler und Professor für Neuere deutsche Literaturwissenschaft an der Leopold-Franzens-Universität Innsbruck.

## Leben
Nach dem Magisterstudium der Germanistik, Anglistik und Philosophie in Essen, Dublin und Berlin von 1983 bis 1991 arbeitete Thomas Wegmann als Texter und Konzeptioner beim Cornelsen Verlag Berlin. Ab 1995 war er wissenschaftlicher Mitarbeiter für Neuere deutsche Literatur an der Freien Universität Berlin. Dort promovierte er 2000 mit der Arbeit Tauschverhältnisse. Zur Ökonomie des Literarischen und zum Ökonomischen in der Literatur von Gellert bis Goethe. Der wissenschaftlichen Mitarbeit im DFG-Projekt Literatur und Marketing. Veränderungen von Literatur und Literaturmarkt in einer zunehmend durch Marketing bestimmten Kultur an der Humboldt-Universität zu Berlin sowie ebd. am Institut für deutsche Literatur folgte 2007 die Habilitation. Für seine Habilitationsschrift Dichtung und Warenzeichen: Zur Beobachtung und Bearbeitung von Reklame im literarischen Feld 1850–2000 wurde Wegmann 2010 mit dem Wilhelm-Scherer-Preis ausgezeichnet.
Von 2008 bis 2011 übernahm er u. a. Lehrstuhlvertretungen an den Universitäten in Greifswald und Kiel, war Visiting Professor an der University of Virginia (USA) und forschte am SFB Ästhetische Erfahrung im Zeichen der Entgrenzung der Künste an der Freien Universität Berlin. Seit Oktober 2011 hat Thomas Wegmann eine Professur für Neuere deutsche Literaturwissenschaft an der Leopold-Franzens-Universität Innsbruck inne.
Sein Forschungsgebiet umfasst die deutschsprachige Literatur des 18. Jahrhunderts bis zur Gegenwart. Im Zentrum stehen u. a. Fragen nach dem Verhältnis von Literatur und Ökonomie, historische und theoretische Konzeptionen von Autorschaft, Kulturtechniken des Schreibens, narrative Verschränkungen von Faktizität und Fiktionalität sowie literaturgeschichtliche Aspekte des Wohnens und des Hauses.

## Auszeichnungen
- 2010 Wilhelm-Scherer-Preis der Richard M. Meyer Stiftung für die Habilitationsschrift

## Publikationen (Auswahl)
Monographien
- Dichtung und Warenzeichen. Reklame im literarischen Feld 1850–2000. Wallstein Verlag, Göttingen 2011, ISBN 978-3-8353-0908-1.
- Tauschverhältnisse. Zur Ökonomie des Literarischen und zum Ökonomischen in der Literatur von Gellert bis Goethe. Königshausen & Neumann, Würzburg 2002, ISBN 3-8260-2213-0.

Herausgeberschaften
- High und low. Zur Interferenz von Hoch- und Populärkultur in der Gegenwartsliteratur. (= Studien und Texte zur Sozialgeschichte der Literatur, Bd. 130). Hrsg. mit Norbert Christian Wolf. de Gruyter, Berlin / New York 2012, ISBN 978-3-11-025560-7.
- Walter Benjamin. 3. Auflage. Neufassung. (Gastredakteur), Richard-Boorberg-Verlag, München 2009, ISBN 978-3-88377-940-9. (TEXT + KRITIK.  H. 31/32)
- Markt literarisch. (= Publikationen zur Zeitschrift für Germanistik, Bd. 12), Verlag Peter Lang, Bern u. a. 2005, ISBN 3-03910-693-7.
- Das BuchMarktBuch. Der Literaturbetrieb in Grundbegriffen. Hrsg. mit Erhard Schütz, Silke Bittkow, David Oels und Stephan Porombka. Rowohlt Verlag, Reinbek 2005, ISBN 3-499-55672-3.
- literatur.com: Tendenzen im Literaturmarketing. Hrsg. mit Erhard Schütz. Weidler, Berlin Verlag 2002, ISBN 3-89693-219-5.
- Verkehrsformen und Schreibverhältnisse. Medialer Wandel als Gegenstand und Bedingung von Literatur im 20. Jahrhundert. Hrsg. mit Jörg Döring und Christian Jäger Westdeutscher Verlag, Opladen 1996, ISBN 3-531-12858-2.